# Райнау (Баден)

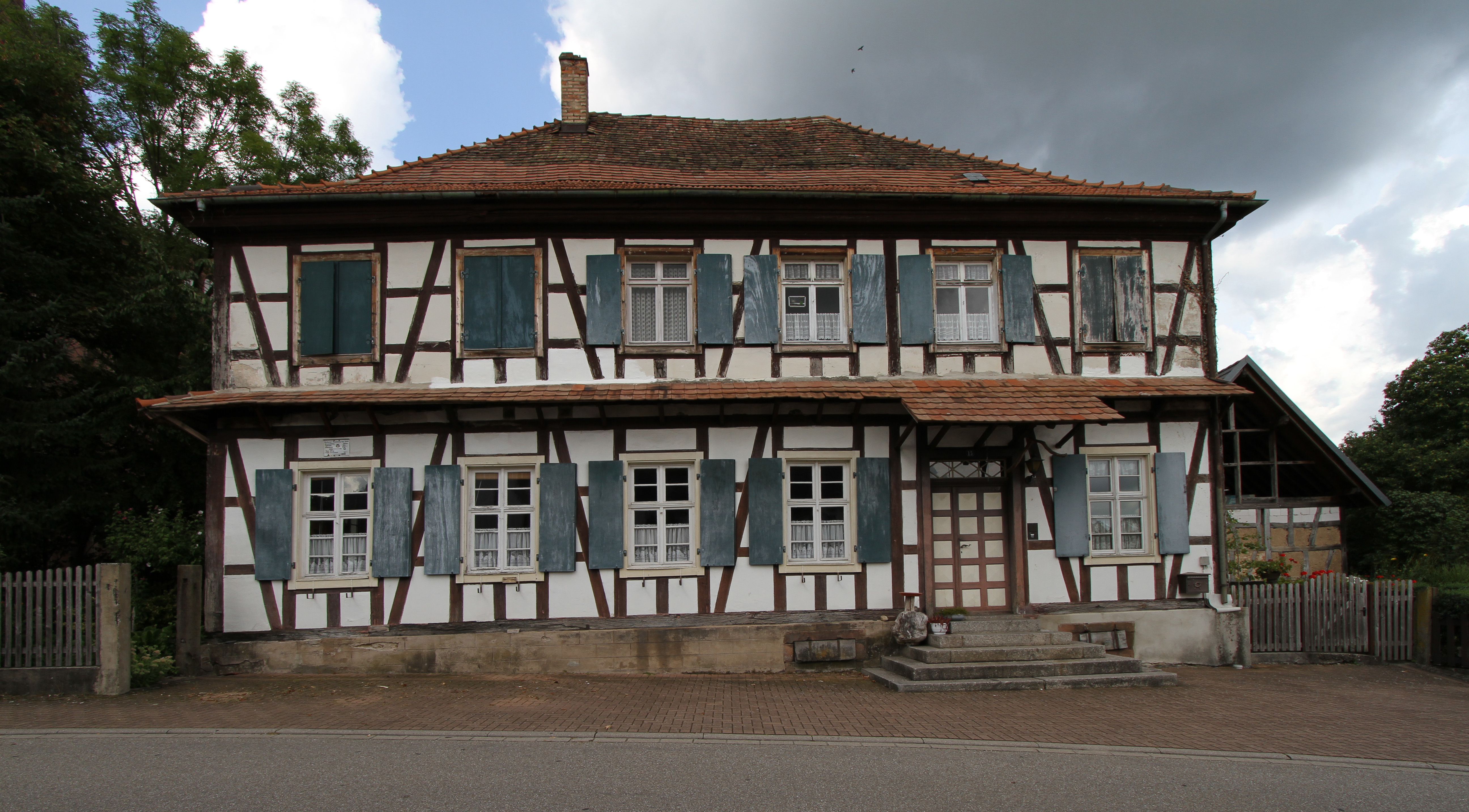

Райнау (нем. Rheinau) — город в Германии, в земле Баден-Вюртемберг.
Подчинён административному округу Фрайбург. Входит в состав района Ортенау. Население составляет 11 277 человек (на 31 декабря 2010 года). Занимает площадь 73,43 км². Официальный код — 08 3 17 153.